# Saint-Félicien (Ardèche)
Saint-Félicien [sɛ̃ felisjɛ̃] (okzitanisch: San Farcio) ist eine französische Gemeinde mit 1.114 Einwohnern (Stand: 1. Januar 2022) im Département Ardèche in der Region Auvergne-Rhône-Alpes. Die Gemeinde gehört zum Arrondissement Tournon-sur-Rhône und zum Kanton Haut-Vivarais. Die Bewohner werden San-Farcios und San-Farcioses genannt.

## Geografie

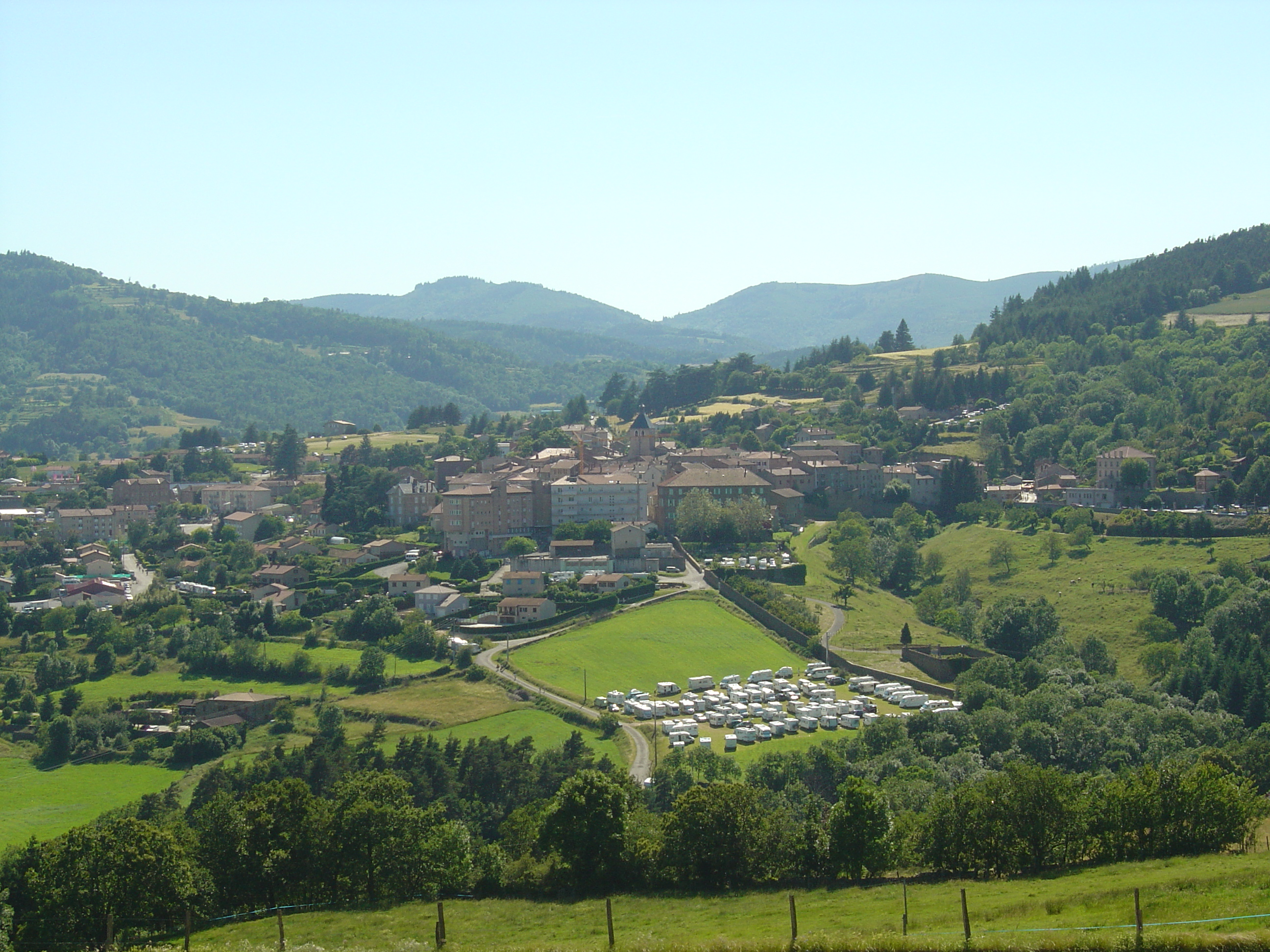
Blick auf Saint-Félicien

Saint-Félicien liegt am Fluss Daronne. Umgeben wird Saint-Félicien von den Nachbargemeinden Vaudevant im Norden, Saint-Victor im Osten, Bozas, Arlebosc und Empurany im Süden, Nozières im Südwesten sowie Pailharès im Westen.

## Bevölkerungsentwicklung
| Jahr                       | 1962 | 1968 | 1975 | 1982 | 1990 | 1999 | 2006 | 2019 |
| Einwohner                  | 1370 | 1214 | 1144 | 1238 | 1240 | 1183 | 1207 | 1147 |
| Quellen: Cassini und INSEE |      |      |      |      |      |      |      |      |

## Kultur und Sehenswürdigkeiten
- Kirche Saint-Félicien
- Säule mit Sonnenmaske im Weiler Balayn, seit 1928 als Monument historique eingetragen

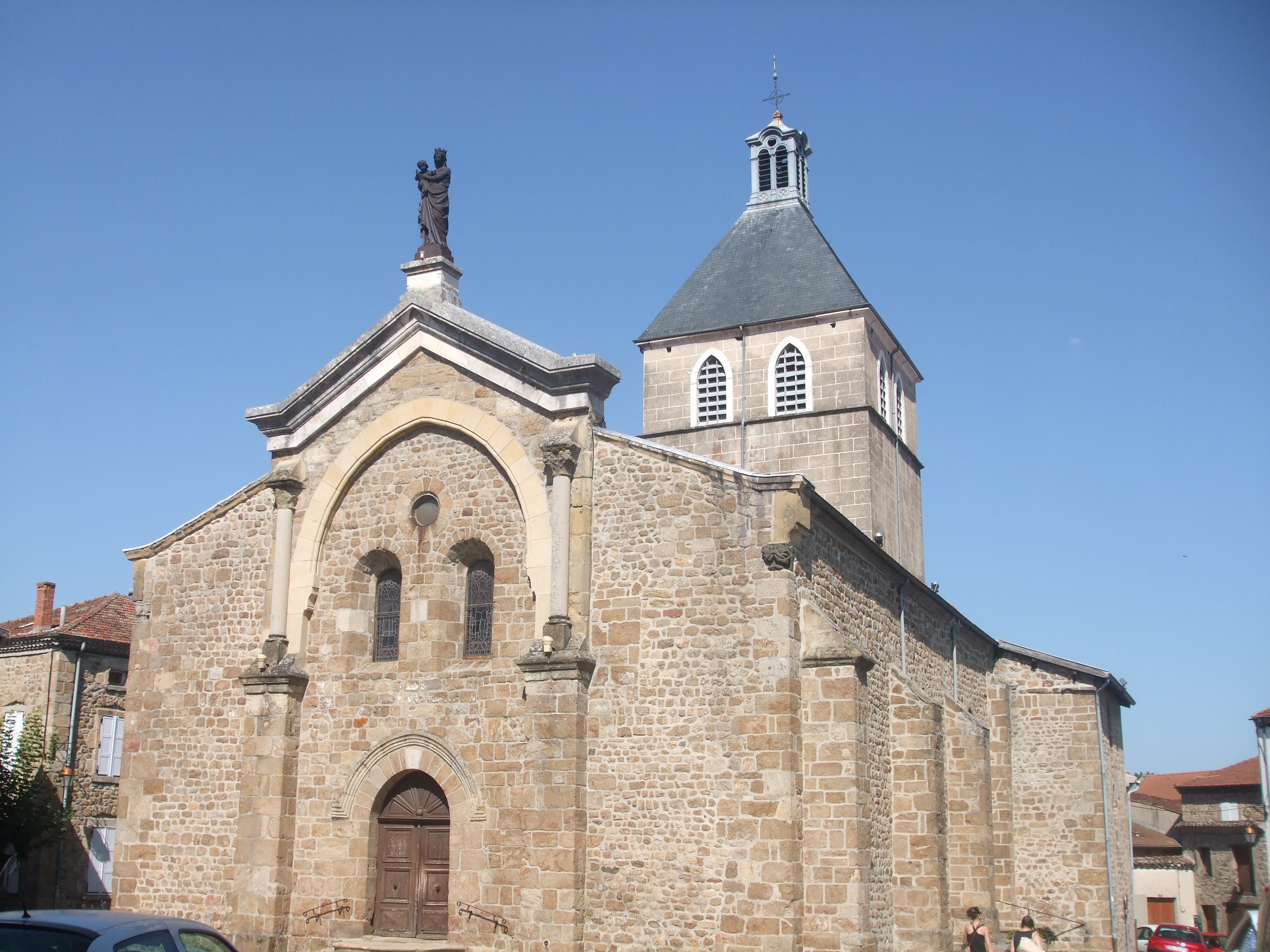
Kirche Saint-Félicien
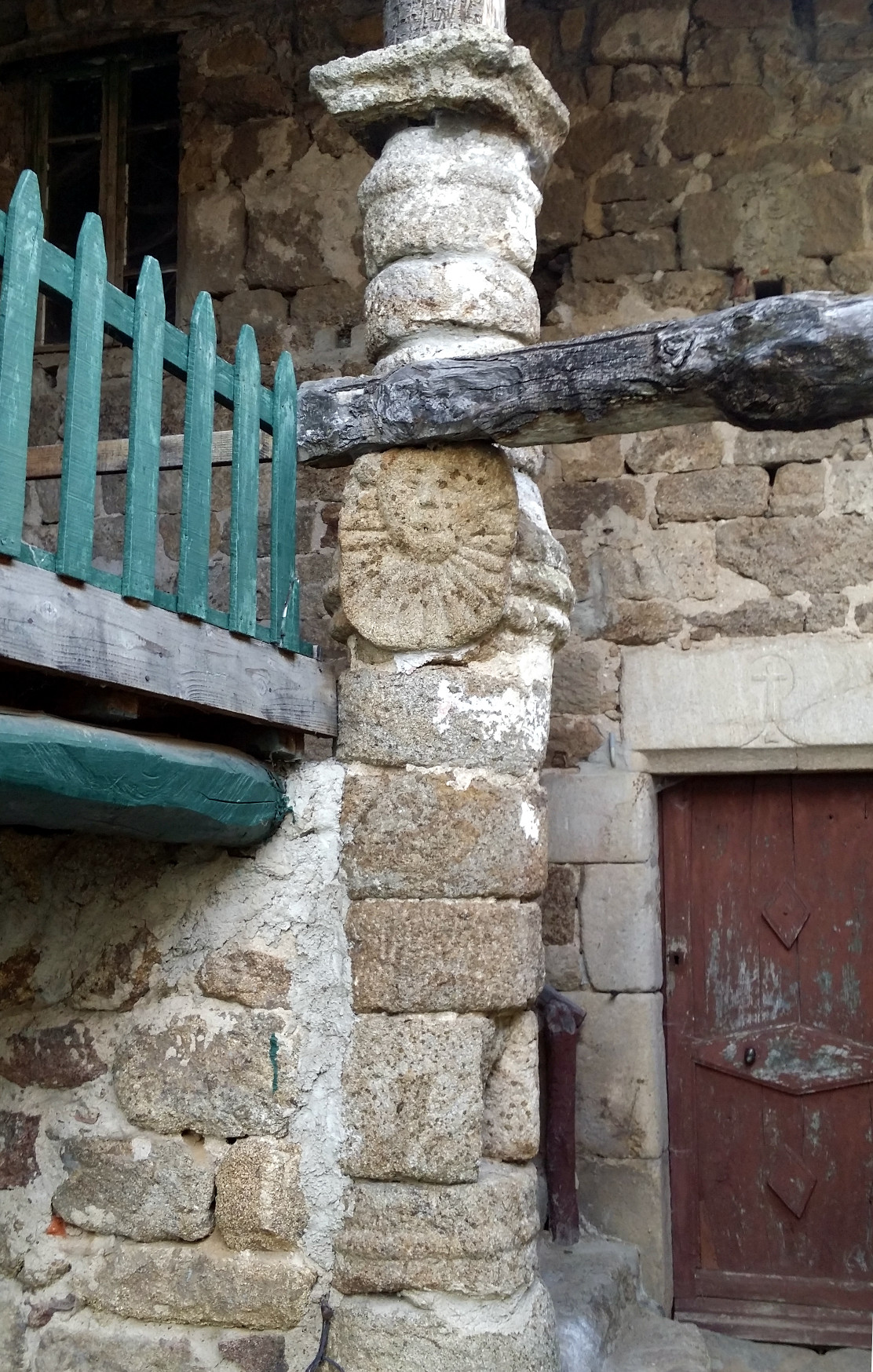
Säule mit Sonnenmaske
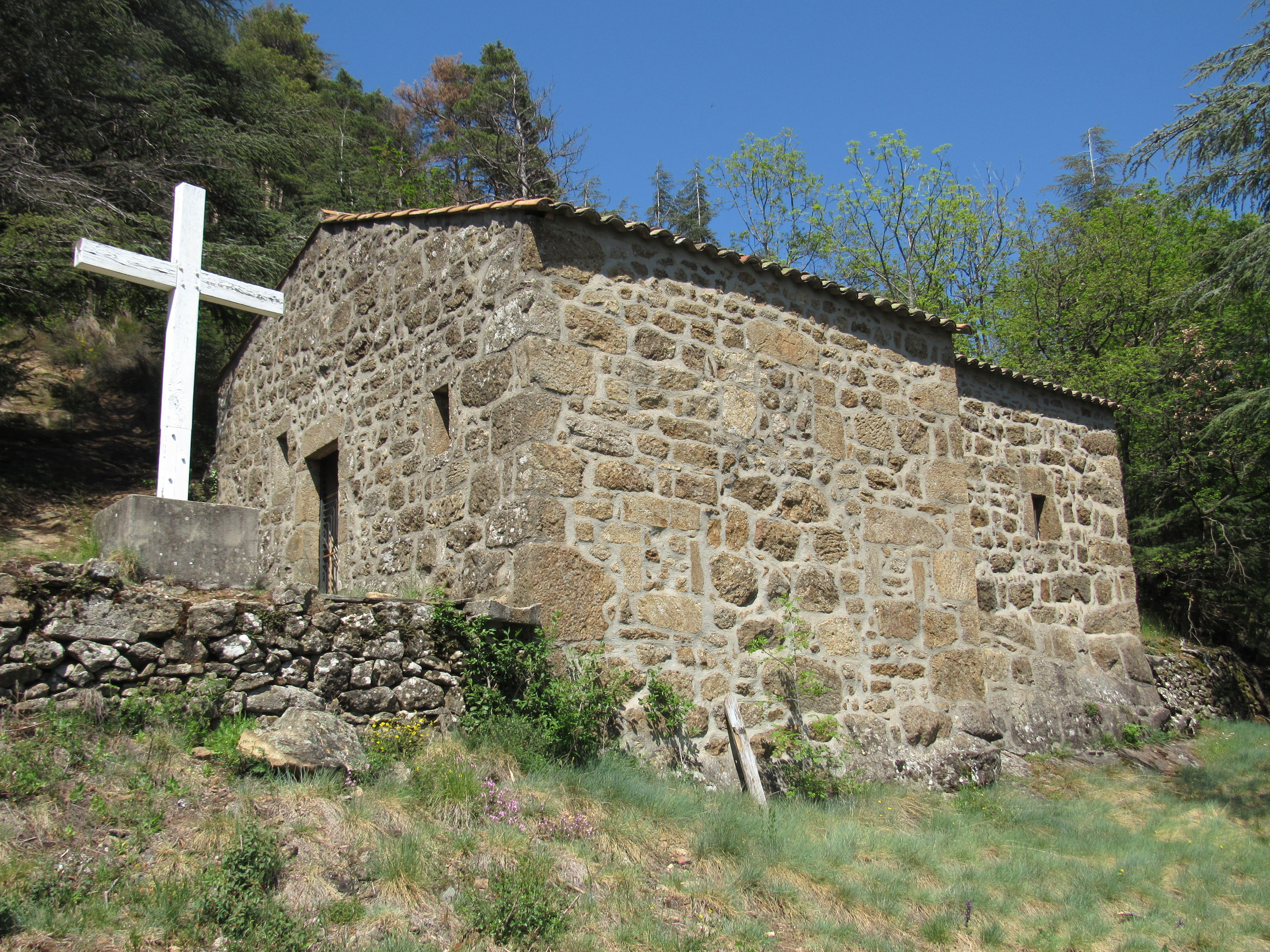
Kapelle
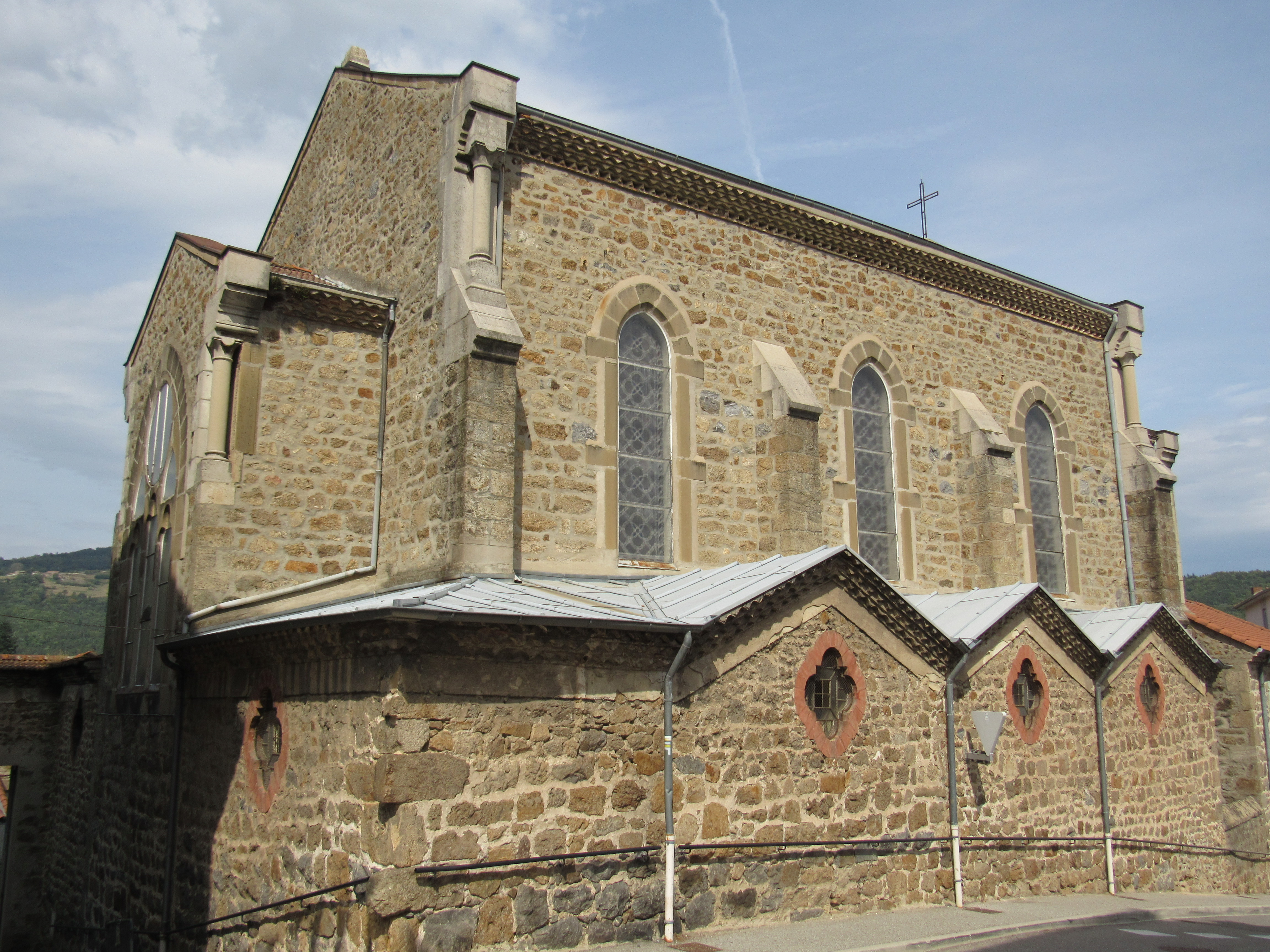
Ehemalige Klosterkapelle